# Langues à Madagascar

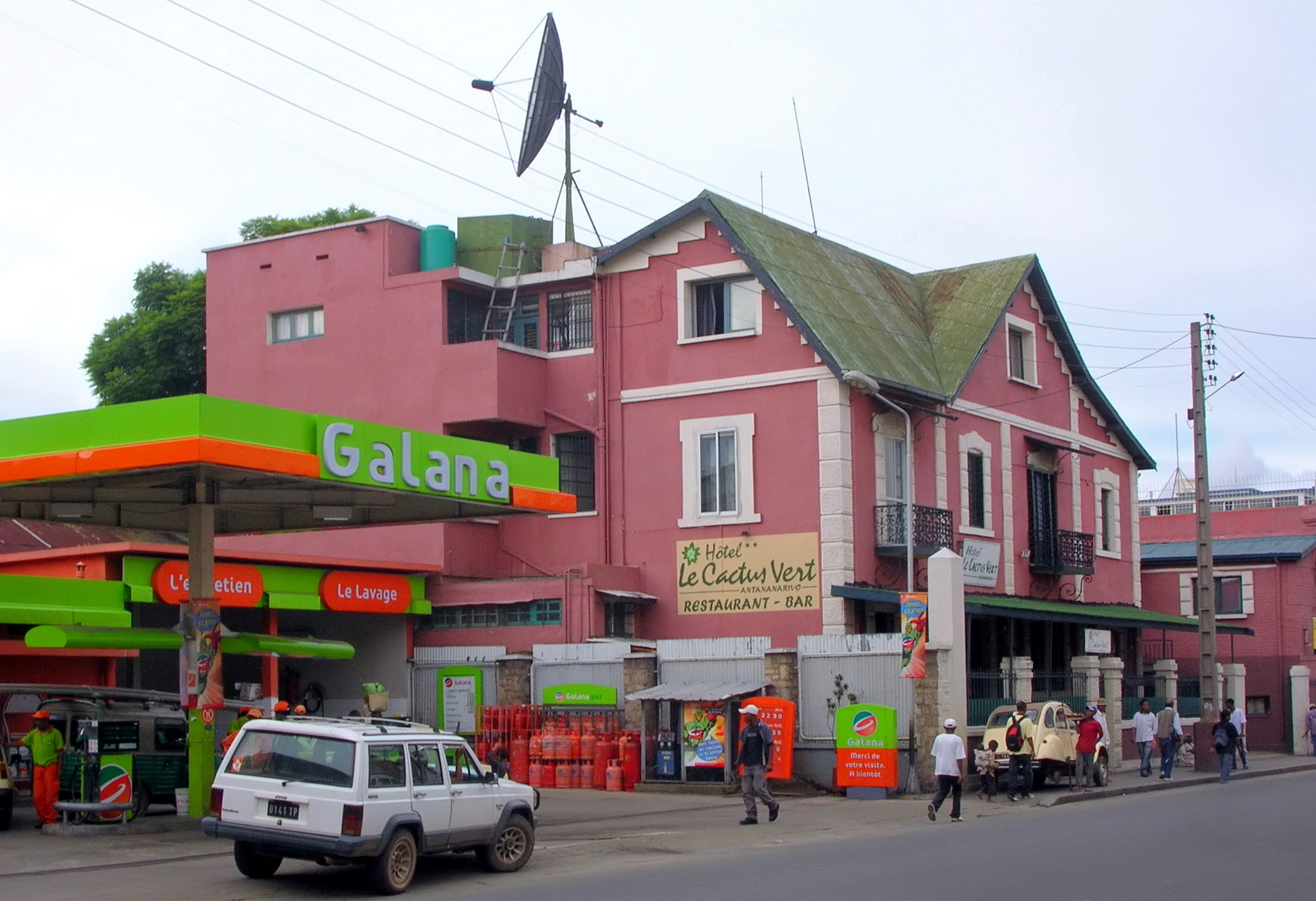
Panneaux en français à Antananarivo

Les langues officielles de Madagascar sont le malgache (ou malagasy) et le français.
- Langues à Madagascar (dont les dialectes)

## Le malgache
Le malgache est la langue nationale officielle de Madagascar, appartenant à la famille des langues austronésiennes et importée par des émigrants indonésiens aux IVe-VIIe siècles. Bien qu'il existe plusieurs variétés géographiques du malgache à travers l'île, la variété mérina, parlée à Antananarivo, a été choisie comme langue officielle. Cette décision a été prise au début du XIXe siècle, sous l'impulsion du roi Andrianampoinimerina et de son fils Ramada Ier, qui ont standardisé le malgache et introduit son écriture en alphabet latin en 1823. Cette standardisation a été renforcée par la création de grammaires, de dictionnaires et la traduction de la Bible en malgache.

## Langue française
Le malgache est la langue nationale de Madagascar. Le français est la deuxième langue officielle, parlée par environ 26.5 % des Malgaches, soit 7,7 millions de personnes sur un total de 29,1 millions en 2022,. 
Le pourcentage d'individus alphabétisés en français chez les 11 ans et plus en 2018 était de 36.76 %. 
Selon les statistiques de l'académie malagasy, dans tout Madagascar, 0,57 % du peuple malgache parlent uniquement le français, 15,87 % le pratiquent occasionnellement et 83,61 % ne parlent que le malgache.
Le français à Madagascar a connu une expansion hybride. Initialement, l'importation par les colons des XVIIe et XVIIIe siècles fut limitée et leur influence s'est estompée, les descendants s'intégrant aux populations locales. Ensuite, au XIXe et XXe siècles, le français a été implanté par les missionnaires et colonisateurs, principalement auprès des élites et à travers l'enseignement, donnant au français un prestige social. Actuellement, il est principalement utilisé dans les villes, tandis que le malgache reste dominant dans les zones rurales et assume des fonctions importantes comme langue véhiculaire, culturelle et religieuse. Le français, bien que n'ayant pas remplacé le malgache, est devenu la langue principale pour les échanges internationaux et est largement utilisé dans les médias et les institutions gouvernementales, en partie pour son statut international.

## Histoire
Dès 1642, les commerçants français s'installèrent à Madagascar, notamment à la colonie de Fort-Dauphin et Sainte-Marie, sous la Compagnie des Indes. Leur présence, bien que sporadique, permit des échanges avec les Malgaches, et certains s’intégrèrent localement, donnant naissance à une population métisse francophone.
Au début du XIXe siècle, Madagascar s'ouvrit aux influences européennes sous le règne de Radama Ier, avec l'arrivée de missionnaires français et anglais. Les jésuites enseignaient le français aux Malgaches, tandis que les Britanniques enseignaient en malgache. Cependant, la reine Ravalona limita cette influence européenne en interdisant l'enseignement et la christianisation.
En 1895, la France colonisa Madagascar. Le général Gallieni imposa le français dans les écoles et l'administration, excluant le malgache des établissements scolaires. Cette politique de francisation visait à unifier le pays, mais rencontra des résistances, surtout dans les zones rurales. Le français devint essentiel pour la promotion sociale, accentuant les inégalités entre les élites urbaines bilingues et les populations rurales.

Le général Gallieni justifiera sa politique de francisation avec les citations suivantes :
"Je n'ai pas à savoir quelle est votre religion. Catholiques, musulmans, protestants ou adeptes seulement du culte des ancêtres, vous pouvez tous vous asseoir sur les bancs de nos écoles, apprendre notre langue, vous habiller des étoffes françaises renommées dans le monde entier. Vous apprendrez de nous à vous aimer, à aimer surtout la France, votre nouvelle patrie, et à devenir d'habiles ouvriers et de bons cultivateurs."
"Madagascar est devenue aujourd'hui une terre française. La langue française doit donc devenir la base de l'enseignement dans toutes les écoles de l'île. […] Vous ne devez jamais perdre de vue que la propagation de la langue française dans notre nouvelle colonie, par tous les moyens possibles, est l'un des plus puissants éléments d'assimilation que nous ayons à notre disposition et que tous nos efforts doivent être dirigés dans ce but"
Madagascar accéda à l'indépendance en 1960, mais les réformes éducatives inspirées du modèle colonial ne réussirent pas à inclure efficacement les populations rurales. En 1972, un mouvement nationaliste poussa le gouvernement à remplacer le français par le malgache dans l’enseignement. Cependant, cette malgachisation creusa les écarts sociaux. À partir de 1985, le français fut réintroduit dans les écoles, d'abord au secondaire en 1990, puis au primaire en 1992, et sa présence s'est renforcée depuis lors.

## Éducation
La langue d'enseignement dans le système scolaire de Madagascar est le malgache au primaire, puis le français au secondaire.

## Francophonie
Madagascar est aussi membre de l'Organisation internationale de la francophonie.
Les régions de Analamanga et de Menabe font partie de l'Association internationale des régions francophones et de l'Association internationale des maires francophones (AIMF).

## Langues étrangères

### Langue anglaise
L'anglais a également été langue officielle entre 2007 et 2010 pour des raisons politiques,. Cependant, la nouvelle constitution de novembre 2010 ne mentionne que le malgache (langue nationale) et le français comme langues officielles, l'anglais ayant disparu du texte. L'anglais avait été adopté en langue officielle en réaction au fait que la France ne répondait pas aux revendications territoriales de Madagascar à propos des îles éparses de l'Océan Indien (dont l'île Tromelin), et pour faire connaître la voix de Madagascar à l'ONU : dans les faits, l'anglais est parlé par moins de 5 000 personnes à Madagascar, surtout par des personnes qui travaillent dans le secteur du tourisme, ou des membres de l'élite, qui parlent aussi le malgache ou le français. Les pays anglo-saxons portent un regard tout relatif à Madagascar, car ils privilégient l'île Maurice et les Seychelles, qui sont anglophones et francophones : à Maurice, plus de la moitié des habitants parle français ; aux Seychelles, 30 % environ (évaluations de l'OIF de 2018) — ou même l'Afrique du Sud, qui est en grande partie anglophone, ainsi que ses voisins.